# Esch (Bad Münstereifel)
Esch ist ein Stadtteil von Bad Münstereifel im Kreis Euskirchen, Nordrhein-Westfalen und gehört zur Dörfergemeinschaft und ehemals eigenständigen Gemeinde Mutscheid.

## Lage
Der Ort Esch liegt im Nordosten der Eifel, etwa zehn Kilometer südöstlich von Bad Münstereifel an der Landesstraße 165, die den westlichen Ortsrand schneidet und das Dorf vom Ortsteil Escher Heide trennt.
In unmittelbarer Nähe gegen Nordwesten verläuft die Wasserscheide zwischen Ahr und Erft. Auf dem gleichen Höhenzug erstreckt sich auch eine Abzweigung der alten Römerstraße von Trier nach Köln, die von Blankenheim kommend weiter über Rheinbach nach Bonn führt. An ihrem Schnittpunkt mit der L 165 liegt der Ortsteil Wasserscheide.
Unweit der Wasserscheide entspringen zwei Bachläufe, nördlich der Escher Bach (Trinkpützsiefen) und südlich der Lamersbach (Oberbach), welche die Escher Höhe beidseitig umfließen, um sich weiter östlich beim Glückstal mit dem von Hummerzheim kommenden Brobach zum Buchholzbach zu vereinigen, den bei Daubiansmühle der Armuthsbach aufnimmt, der bei Schuld in die Ahr mündet.

## Geschichte
Die erste urkundliche Erwähnung Eschs ist nicht bekannt. Der etymologische Ursprung des Namens (siehe Eschflur) lässt möglicherweise auf eine Melioration durch Brandrodung oder Plaggenwirtschaft schließen. Unter den 14 Orten der Kirchengemeinde Mutscheid wurde Esch daher als einer der letzten besiedelt.
Im Zuge der Are-Hochstadenschen Schenkung fiel das Gebiet der Mutscheid 1246 an Kurköln, wo es bis 1794 zusammen mit Rupperath einen Dingstuhl (Gerichtsbezirk) im kurkölnischen Amt Hardt bildete.

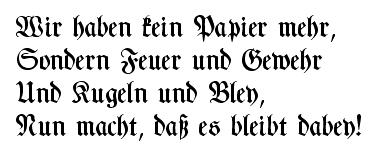
Schlussverse aus dem 3. Brandbrief des Räubers Johann Müller aus Schönau

Während der Franzosenzeit um 1800 litt Esch unter den Streichen des Räubers Johann Müller aus Schönau, der, nachdem er dem Bauern Joseph Pfahl einen Ochsen gestohlen hatte, die Orte Esch und Soller um Geld erpresste, indem er drohte, sie niederzubrennen.

### 19. Jahrhundert

Die Belegschaft der Grube Glückstal von der Gewerkschaft Libussa 1901

Unter Napoleon I. kam es ab 1803 im Glückstal bei Willerscheid zu einem Wiederaufschwung des Bleibergbaus, durch den sich auch die Escher Bauernsöhne ein Zubrot verdienen konnten. Die Gebäude für die Bleischmelze, bei der auch Silber abfiel, wurden bei einer Mühle nahe der Vereinigung des Brobachs mit dem Escher Bach und dem Lammersbach errichtet. Ein Bericht aus dem Jahr 1830 beziffert die damalige Belegschaft auf 24 Hauer und Förderleute. In der Erzaufbereitung arbeiteten zur gleichen Zeit auch 31 Kinder unter Aufsicht eines Steigers. Mitte des 19. Jahrhunderts beschäftigte die Bergbaugesellschaft 136 Arbeiter (in der Mehrzahl Kinder), die insgesamt 336 Familienmitglieder ernährten. Als die Grube Glückstal in den folgenden Jahrzehnten immer weniger abwarf, hatte dies erwartungsgemäß gravierende Konsequenzen für die Menschen in der Mutscheid.

Postkutschenromantik im Ahrtal, 19. Jhdt.

Nach Eingliederung der Region in das Königreich Preußen im Jahr 1816 gehörte der Ort Esch zur Gemeinde Mutscheid.
Im 19. Jahrhundert kam es in der Eifel wiederholt zu schweren Hungersnöten, besonders in den Jahren 1816/17, 1847 und 1879/80. In einer Denkschrift des Jahres 1853 hieß es: „Sehr viele Eifelbewohner kennen keine andere Nahrung als Kartoffeln und Brot, das aus einer Mischung von Hafermehl und Kartoffeln besteht. Man kann ohne Übertreibung sagen, dass zwei Dritteile der gesamten Bevölkerung nur einmal im Jahre Fleisch genießen.“ Die Folgen der furchtbaren Ernährungslage waren nur zu offensichtlich: „Im Jahre 1852 waren von allen Gestellungspflichtigen nur 10 % für den Heeresdienst brauchbar.“
Viele Bauern waren infolge der Missernten hoch verschuldet, und die Gemeinde Mutscheid wurde noch zusätzlich schwer getroffen, als im Herbst 1865 im Abstand von etwas mehr als einem Monat die Dörfer Reckerscheid und Hummerzheim fast vollständig abbrannten. Auch das für die Nachbarorte Esch, Willerscheid und Soller miterrichtete Schulgebäude in Reckerscheid brannte völlig aus. Nach Berichten über den Hungerwinter 1879/80 kam es zu einer Welle der Solidarität im Reich, und 1883 wurde der „Eifelfond“ aufgelegt, durch den innerhalb von 18 Jahren 5,5 Millionen Mark für Meliorationen, Ödland-Aufforstungen und zur Durchführung von Zusammenlegungen aufgebracht wurden.
Der wirtschaftlichen Entwicklung hinderlich war neben dem rauen Klima auch die schlechte Verkehrsanbindung der Mutscheid. Mithilfe der Reichszuschüsse konnte 1883 endlich die seit 1855 geforderte Verbesserung der Straße von Münstereifel nach Schuld verwirklicht werden. Nach der Fertigstellung wurde eine Fahrpost von Münstereifel nach Adenau eingerichtet, die bei Bedarf auch in Esch Station machte, dem höchsten Punkt der Strecke, wo u. a. die Dienste der örtlichen Schmiede in Anspruch genommen werden konnten.

### 20. Jahrhundert
War die Verkehrsanbindung noch rückständig, so rückte das Industriezeitalter doch allmählich in Hörweite: Bereits 1884 wurde eine Fernsprechleitung gelegt, deren Anschluss zunächst in Berresheim lag. Die Not in der Eifel hinterließ dennoch ihre Spuren: Im Jahr 1896 musste die Escher Kapelle St. Georg wegen Baufälligkeit geschlossen werden, und 1905 wurde sie abgerissen.
1911 forderten die Gemeinden Mutscheid, Schönau und Mahlberg in einer Eingabe an den preußischen Eisenbahnminister und das Abgeordnetenhaus in Berlin die Bekämpfung der örtlichen Armut durch Anbindung an die Bahnstrecke nach Münstereifel. 1913 berichteten die Zeitungen über eine geplante Weiterführung von Münstereifel über Schönau und Holzmülheim nach Blankenheim (Ahr), und zwei Jahre später, nach Ausbruch des Weltkriegs, wurde für den von der Heeresleitung geforderten strategischen Bahndamm sogar eine alternative Streckenführung von Rheinbach über den Kamm der Wasserscheide nach Tondorf erwogen.
In Erwartung der damit verbundenen Segnungen wurde 1913 das Hotel an der Wasserscheide gebaut. Als die geplante Verbindung dann doch nicht zustande kam, hielt sich das Hotel in der Folgezeit dank Übernachtungen im Umfeld der traditionsreichen St. Michaelis-Wallfahrt auf den nahen Michelsberg.
Als das Rheinland nach dem Ersten Weltkrieg von Frankreich besetzt wurde, hatten die Bemühungen um eine Eisenbahnanbindung endgültig keine Chance mehr. Stattdessen wurden die peripheren Gebiete nun durch die Kraftpost erschlossen. In die gleiche Phase fällt auch die Elektrifizierung durch Überlandleitungen, die eine Reihe technischer Neuerungen ermöglichte (Radio etc.), mit deren Hilfe das Höhengebiet endgültig Anschluss an die Moderne fand. Das Leben der Bauern und ihrer Arbeitstiere wurde bald durch die ersten Traktoren erleichtert.

### Zweiter Weltkrieg
Während des Zweiten Weltkriegs war Esch Schauplatz mehrerer Luftkämpfe, bei denen das Dorf zweimal nur knapp einer Katastrophe entging. Der erste Angriff erfolgte wohl eher zufällig, als eine alliierte Luftflotte auf dem Rückflug kurz vor Esch ihre verbliebene Bombenlast ablud. Schätzungsweise 20 Bomben fielen auf der Höhe zwischen Reckerscheid und Willerscheid in einen jungen Fichtenwald nördlich des Escher Bachs. Vereinzelte Splitter erreichten die Gehöfte in Esch, und einer durchschlug das Stromkabel einer Dreschmaschine.

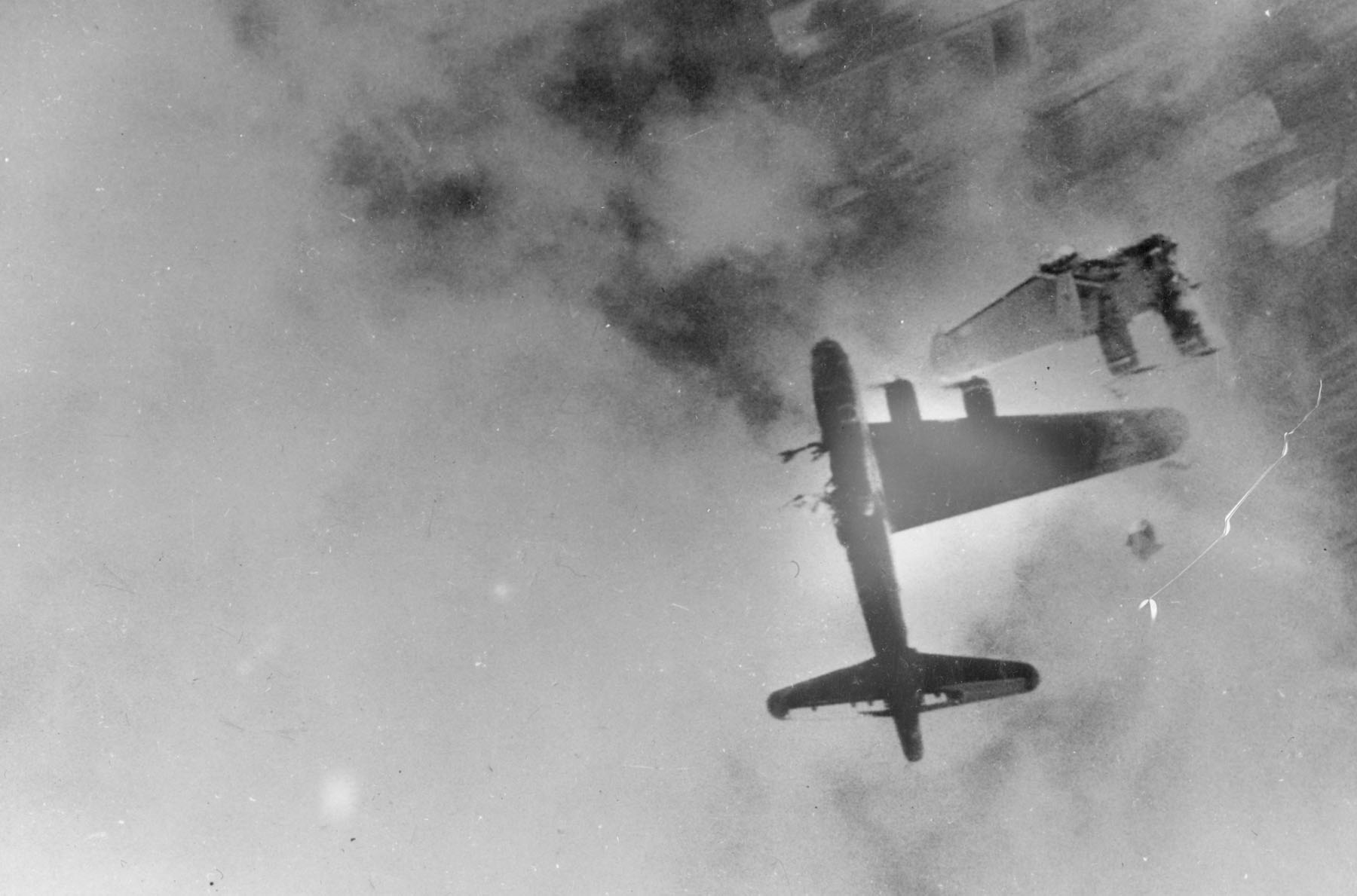
Abschuss einer amerikanischen Boeing B-17 über Deutschland

Ein noch aufregenderes Schauspiel bot sich, als deutsche Jagdflugzeuge über Esch einen viermotorigen amerikanischen Bomber abschossen. Das Flugzeug stürzte, nachdem es in einer Explosion über dem Ort Teile der Tragflächen verloren hatte, mit voller Bombenlast auf die alte Chaussee nahe der Abzweigung nach Nitterscheid. Es hatte etwa zehn Bomben an Bord, die glücklicherweise nicht explodierten. Ein Motor, der bei der Explosion in der Luft abgerissen war, ging auf der Escher Höhe neben einem Wohnhaus nieder, und weitere Trümmerteile wurden überall im Dorf bis zur Escher Heide verstreut. Der Pilot kam beim Absprung mit beschädigtem Fallschirm ums Leben, aber andere Besatzungsmitglieder konnten sich retten und wurden in den umliegenden Wäldern gefangen. Einen weiteren Luftkampf erlebte Esch in den letzten Kriegsmonaten, als ein deutscher Jagdflieger über dem Ort abgeschossen wurde. Das Flugzeug stürzte unweit der ersten Absturzstelle neben der Landstraße nach Nitterscheid in die sumpfige Wiese (Siefen) am Lammersbach unterhalb der alten Molkerei. Der Pilot konnte sich mit dem Fallschirm retten.
Bei einem Luftangriff auf die Wasserscheide waren im Juni 1944 drei auswärtige Todesopfer zu beklagen. In dem zum Arbeitslager umfunktionierten Saal des dortigen Hotels waren während des Kriegs etwa fünfzig polnische Zwangsarbeiter untergebracht, die u. a. bei der Kultivierung der Escher und Sasserather Heide halfen. Später diente das Hotel auch als Unterkunft für Flüchtlinge und Wehrmachtsangehörige.
Zur Verteidigung der strategisch wichtigen Höhe bei Mahlberg hielt das deutsche Kommando Anfang März 1945 etwa 100 Soldaten mit mehreren Panzern bereit, die am 6. März ein Artilleriegefecht mit vorrückenden Einheiten der 1. US-Armee von General Omar Bradley bestritten. Die Amerikaner versuchten dabei von ihrer Stellung am Weißen Stein aus ein Munitionslager nördlich der Wasserscheide unter Beschuss zu nehmen, verfehlten jedoch ihr Ziel.
Nach der Einnahme von Mahlberg am 7. März, dem gleichen Tag, an dem Bradleys 9. Panzerdivision die intakte Brücke von Remagen und den ersten Brückenkopf jenseits des Rheins eroberte, wurde auch das Dorf Esch vom Reckerscheider Weg her beschossen. Die Einwohner brachten sich die Nacht über in einen beim Escher Bach in den Berghang gegrabenen Stollen in Sicherheit. Die deutschen Soldaten waren zu diesem Zeitpunkt bereits abgezogen. Am folgenden Morgen nahmen die Offiziere und Mannschaften der 1. US-Armee auch in Esch Quartier. Da ihr weiterer Vormarsch Richtung Ahrtal bei Schuld ins Stocken geriet, blieben sie länger im Ort, der als Versorgungsdepot und Munitionslager diente. Die Flucht der Deutschen endete dennoch nur drei Tage später, als durch den gleichzeitigen Vorstoß der 3. US-Armee unter General George S. Patton entlang der Mosel 23.000 Wehrmachtsoldaten in der Eifel eingeschlossen wurden.

### Nachkriegszeit
In der Nachkriegszeit erlebte Esch mit der Wasserscheide und der Tankstelle einen Aufschwung aufgrund des Durchgangsverkehrs zum Nürburgring, wozu Mitte der 1960er Jahre auch der großzügige Ausbau der Chaussee von Eicherscheid nach Schuld beitrug, der die Ansiedlung einer Maschinenfabrik ermöglichte.
Nach dem Krieg gab es in Esch noch eine Viehschau und eine Molkerei, doch mit dem Niedergang der Landwirtschaft seit den 1960er Jahren wurden diese Initiativen wieder eingestellt. Die Dorfschmiede wurde wegen des einsetzenden Strukturwandels ebenso aufgegeben wie ein bis in die 1980er Jahre aktiver Tante-Emma-Laden. Das nächste größere Lebensmittelgeschäft liegt heute in Schönau.
Mit der kommunalen Neugliederung wurde er am 1. Juli 1969 ein Stadtteil der Stadt Bad Münstereifel. Mit knapp 250 Einwohnern ist Esch heute das größte unter den 14 Dörfern der Mutscheid.

## Kapelle St. Georg
Schutzpatron von Esch ist St. Georg. Seine Kapelle wurde 1717 errichtet und am 22. April 1724 durch den Jesuitenpater Johann Dursfeld geweiht. Messen wurden gefeiert am Festtag des heiligen Georg (23. April) und des heiligen Maternus (11. September), einem der ersten Bischöfe von Trier und Köln, der bis ins 18. Jahrhundert ein beliebter Viehpatron war. Im Jahr 1905 musste sie wegen Baufälligkeit abgerissen werden. Die Kapelle beheimatete eine 30 kg schwere Glocke die heute im Feuerwehrhaus Esch aufbewahrt wird.

## Wirtschaft
Der größte Arbeitgeber vor Ort ist seit 1965 die Fabrik der EMB Eifeler Maschinenbau GmbH an der Landstraße 165. Darüber hinaus gibt es eine Tankstelle, eine Schreinerei, zwei Speditionsunternehmen und die Gastwirtschaft Zur Wasserscheide. Landwirtschaftliche Betriebe gibt es heute nur noch im Ortsteil Escher Heide, darunter mehrere Reiterhöfe.
Mit der Firma Datanet GmbH im Ortsteil Hardtbrücke, knapp drei Kilometer weiter südlich an der L 165 gelegen, hat sich seit einigen Jahren auch ein dynamisches Hightech-Unternehmen in der Nähe von Esch niedergelassen.

## Sehenswürdigkeiten

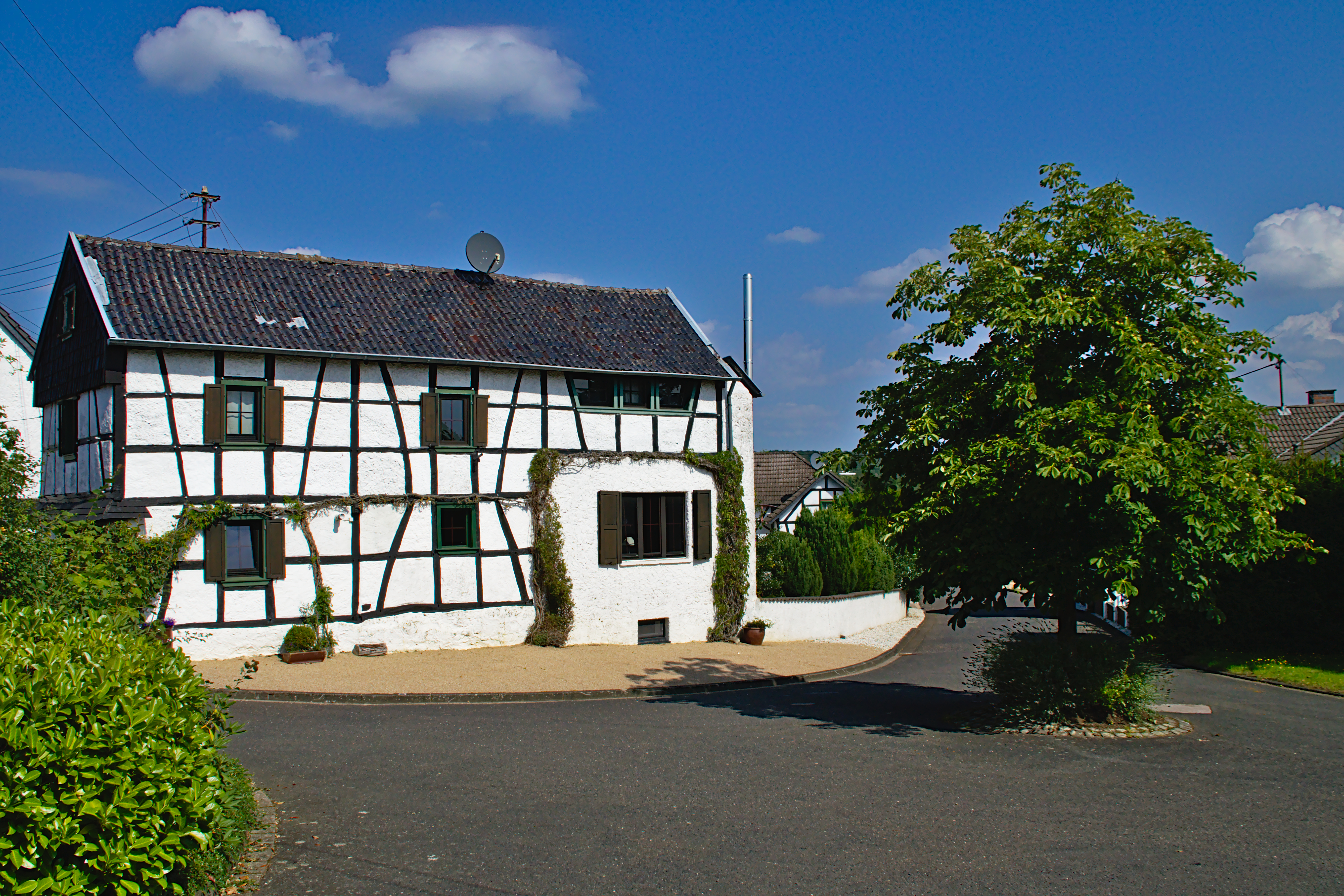
Ortskern von Esch mit Fachwerkhaus

Sehenswert sind die liebevoll hergerichteten Fachwerkhäuser rund um den kreisförmig angelegten alten Ortskern am Ende der Eschenstraße, an der auch zwei alte Brunnenhäuschen erhalten sind. Von der Kuppe am Ortsrand bietet sich ein Ausblick auf zahlreiche Eifelberge vom Michelsberg (586,1 m) über die Hohe Acht (746,9 m) und die Nürburg (ca. 676,5 m) bis zum Aremberg (623,8 m). Die Kuppen der näheren Umgebung rund um die Odesheimer Höhe (ca. 468 m) bildeten in keltischer Vorzeit möglicherweise die Bezugspunkte eines Mutscheider Kalendersystems zur Bestimmung der Sonnen- und Mondwende.
Durch seine zentrale Lage im Ahrgebirge ist Esch prädestiniert für sanften Natur- und Wandertourismus. Mit lauschigen Wäldern, Hügeln, Wiesen und Bächen lädt das typische Gelände der Eifel zu ausgiebigen Lauf- oder Fahrradtouren ein. Ausgewiesen ist insbesondere der Hauptwanderweg 3 des Eifelvereins, der Erft-Lieser-Mosel-Weg, dessen zweite Etappe von Bad Münstereifel nach Wershofen auf ungefähr halber Strecke die Ortsteile Wasserscheide und Escher Heide berührt.
Interessante Ziele für Wanderungen in der näheren Umgebung von Esch sind die Römerstraße von der Wasserscheide nach Bröhlingen und das ausgedehnte Waldgebiet um Kop Nück, die St. Michaels-Kapelle auf dem Michelsberg bei Mahlberg, das Tal des Escher Bachs und die Reste der Bleischmelze im Glückstal, die Waldlichtung mit dem Mundloch des Rolandstollens bei Willerscheid (wo alljährlich am letzten Juli-Wochenende ein weithin bekanntes Waldfest stattfindet), die Höhe der Sasserather Heide und das Hagelkreuz bei Nitterscheid, die Kapelle der Vierzehn Nothelfer zwischen Nitterscheid und Honerath sowie die Pfarrkirche St. Helena und das Ehrenmal in Mutscheid. Nicht allzu weit entfernt finden sich auch das Gut Hospelt und die Lüfthildis-Kapelle bei Odesheim, der Reiterhof an der Buchholzbacher Mühle, das Handweberdorf Rupperath, die Wensburg im Liersbachtal und das Radioteleskop Effelsberg, das mit 100 m Spiegeldurchmesser zu den größten vollbeweglichen Radioteleskopen der Erde gehört.

## Verkehr
Die wichtigste Anbindung ist die Landesstraße 165 von Bad Münstereifel über Eicherscheid, Schönau und Esch nach Schuld. Diese in den 1960er Jahren ausgebaute Chaussee, die zwischen Schönau und Hardtbrücke den Namen Provinzialstraße führt, ist wegen ihrer langgezogenen Kurven vor allem bei Rennsportfans auf dem Weg zum Nürburgring beliebt. Am südlichen Ortsrand von Esch findet sich die Abzweigung der Kreisstraße 55 nach Nitterscheid, Sasserath, Hilterscheid und Ohlerath. Wichtigste Nebenanbindung nach Esch ist die Landstraße 113, die von ihrem Ausgangspunkt Wasserscheide über Rheinbach nach Bonn führt.
Die VRS-Buslinie 822 der RVK verbindet den Ort mit Bad Münstereifel und weiteren Nachbarorten, überwiegend als TaxiBusPlus im Bedarfsverkehr. Die Haltestelle befindet sich gegenüber der Tankstelle.
| Linie | Verlauf |
| ----- | --- |
| 822   | MiKE (außer im Schülerverkehr): (Bad Münstereifel Gewerbegeb./Ärzteh. →/ Rathaus ←) Bad Münstereifel Bf – Eifelbad – Eicherscheid – Langscheid / Vollmert – Schönau – (Mahlberg ←) Wasserscheide – Esch – Honerath – Berresheim – Hardtbrücke – Ellesheim – Mutscheid – Nitterscheid – Sasserath – Hilterscheid – Ohlerath (– Rupperath / Wershofen) |

Die Grundschulkinder werden zur katholischen Grundschule St. Helena nach Mutscheid gebracht. Haupt- und Gymnasialschüler fahren in der Regel nach Bad Münstereifel.

## Vereine und Brauchtum
In Esch gibt es einen Dorfverein und einen Junggesellenverein, die im Sommer ein Dorffest organisieren. Weitere Höhepunkte im Jahreslauf sind die Aufstellung des Maibaums am 30. April, das Waldfest im Glückstal Ende Juli, die Mutscheider Kirmes am ersten Wochenende im September, die Wallfahrt auf den Michelsberg am 29. September und das Martinsfeuer am 11. November.
Für sonstige Aktivitäten (Sport, Gesang u. a.) engagieren sich die Bürger von Esch überwiegend in den Vereinen der ehemaligen Gemeinde Mutscheid wie dem Sportverein SV 47 Mutscheid, dem Blasorchester St. Cäcilia Mutscheid, dem Mutscheider Gesangverein Eifelklang und dem Kirchenchor St. Cäcilia Mutscheid.
In Esch ist ein Tanklöschfahrzeug stationiert, das zur Löschgruppe Mutscheid des 4. Zuges der Freiwilligen Feuerwehr Bad Münstereifel gehört.

## Hausnamen
Einige alteingesessene Familien in Esch bewahren noch den dialektalen Hausnamen, der nur in seltenen Fällen mit dem offiziellen Familiennamen übereinstimmt. Der Hausname wird in der Regel auf die männlichen Nachkommen übertragen, unter gewissen Bedingungen aber auch in weiblicher Linie weitergegeben. Eine Häusertaufe, wie sie in einigen Nachbarorten während der Kirmes erfolgt, ist in Esch aber nicht üblich.
Überlieferte Hausnamen in Esch sind: Adams, Bäckersch, Bau, Freuschene, Hamesch, Jasse, Kasse, Kättringe, Klaespittersch, Klaestringe, Kloße, Lehm, Liene, Mejanns, Mejrierte, Nieße, Schmotte, Thele, Tönnesse.
Im dialektalen Sprachgebrauch wird der Hausname dem Vornamen vorangestellt: Josef Burggraf = Tönnesse Jüpp.

## Persönlichkeiten
- Michael Wink (* 10. April 1951 in Esch), Biologe und Professor der Universität Heidelberg
- Andrea Rings (* 1965 in Euskirchen, aufgewachsen in Esch), Biologin und Kinderbuchautorin